# Погріб Ауербаха
51°20′22″ пн. ш. 12°22′31″ сх. д. / 51.3394° пн. ш. 12.3754° сх. д.

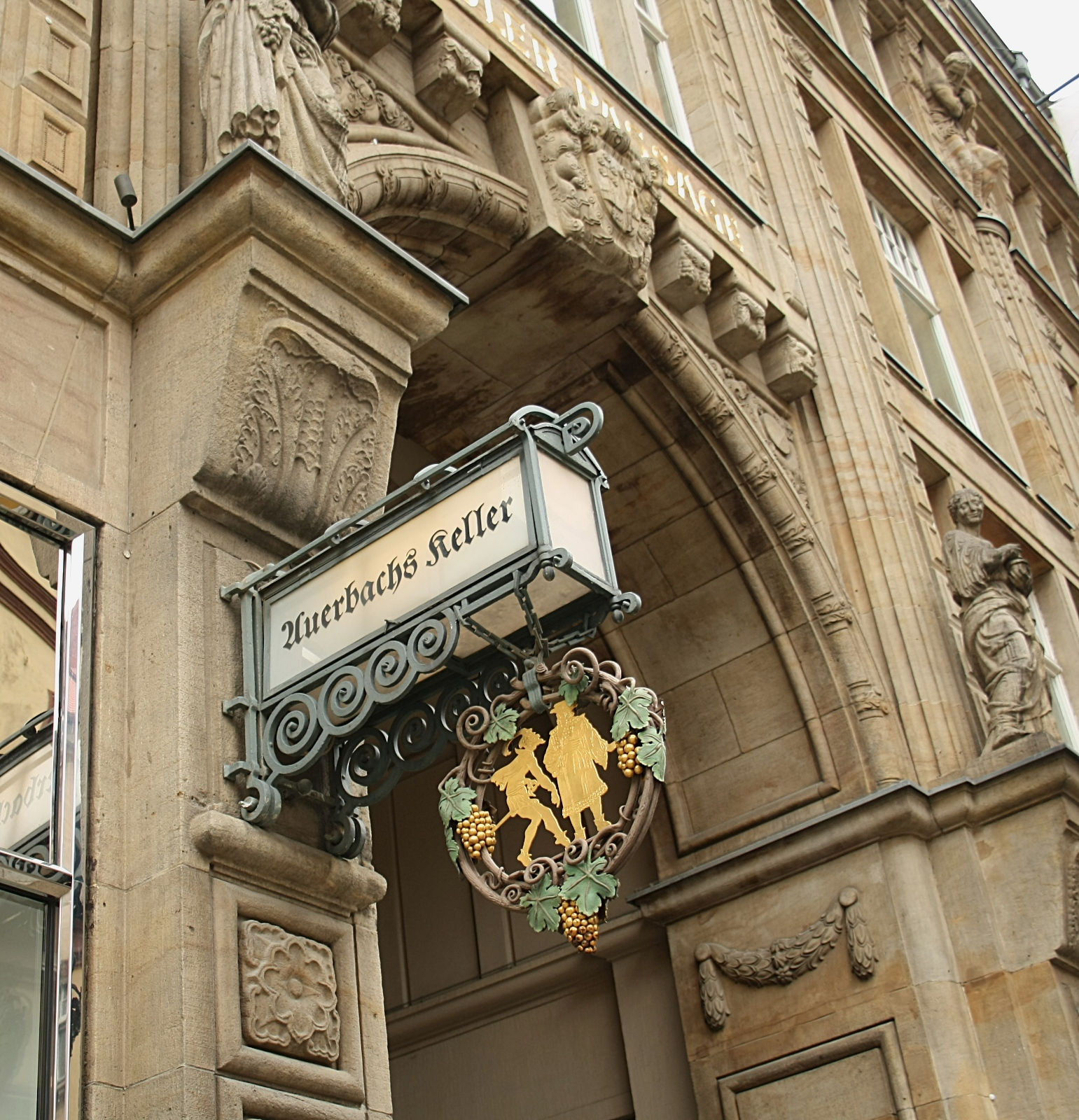
Вивіска ресторану «Погріб Ауербаха» при вході до Пасажу Медлера

Погріб Ауербаха, Льох Ауербаха (нім. Auerbachs Keller) — найвідоміший і один з найдавніших ресторанів Лейпцига. Відомість та популярність ресторану пов'язна насамперед з іменем Йоганна Вольфганга фон Гете, який був його частим відвідувачем.

## Історія
«Погріб Ауербаха» розташований в старому центрі Лейпцига на вулиці Гріммаїше Штрассе (нім. Grimmaische Straße) всередині критого торгового комплексу «Пасаж Медлера» всього за декілька кроків від Ринкової площі.У ресторані працюють чотири невеликих історичних зали місткістю 20-40 чоловік, місця в яких слід резервувати заздалегідь: нім. Fasskeller («Бочковий льох»), нім. Lutherzimmer («Кімната Лютера»), нім. Goethezimmer («Кімната Гете») і нім. Alt-Leipzig («Старий Лейпциг») — а також побудований 1913 року нім. Große Keller («Великий льох»).
Перші згадки про торгівлю вином у цьому місці відносяться до 1438 року. Свою сучасну назву ресторан отримав за ім'ям свого власника, члена міської ради та професора медицини доктора Генріха Штромера родом з Ауербаха у Верхньому Пфальці, який був відомий в Лейпцигу просто як «доктор Ауербах». Дозвіл на торгівлю вином саксонський курфюрст надав своєму лейб-медику за відмінну службу.

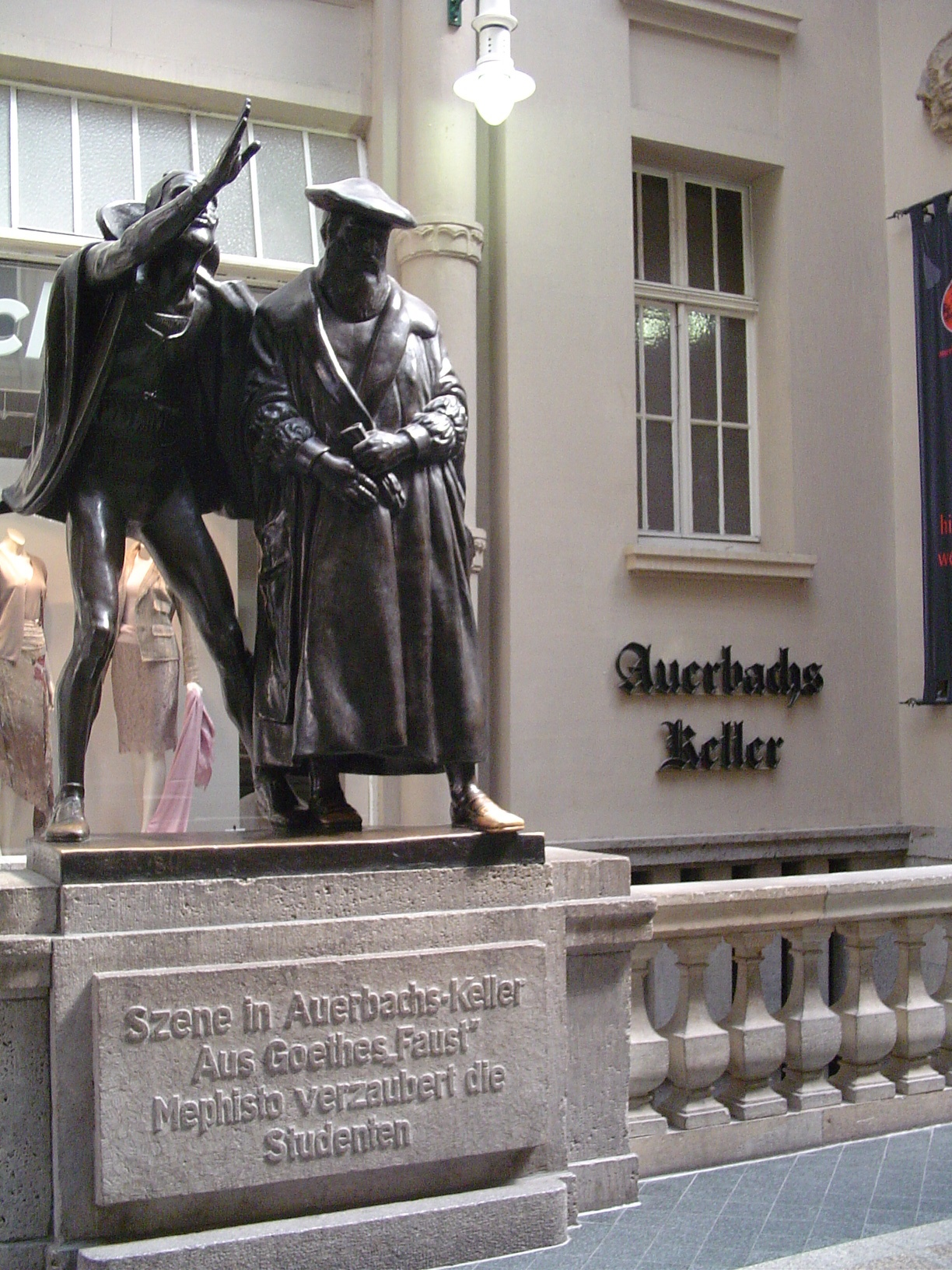
Бронзова скульптурна група роботи Матьє Молітора перед входом до ресторану, що зображає Фауста в супроводі Мефістофеля

Своєю популярністю «Погріб Ауербаха», що став ще в XVI столітті одним з найзнаменитіших винних погребів міста, зобов'язаний насамперед Йогану Вольфгангу Гете. Під час свого навчання в Лейпцигу в 1765—1768 роках він частенько заглядав до «Погреба Ауербаха» і чув давню легенду про те, що тут відомий чорнокнижник Йоганн Фауст проскакав сходами до виходу на вулицю верхи на великій діжці, тож, мовляв, така справа не обійшлася без допомоги диявола. Подейкують, що ця історія й це місце надзвичайно вразили Гете, і саме тому «Погріб Ауербаха» став місцем дії першої частини його трагедії «Фауст». Насправді Гете знав цю історію ще з дитинства, оскільки на ярмарках нераз бачив дуже популярну в той час лялькову виставу про Фауста.
Протягом 1912—1914 років «Погріб Ауербаха» зазнав значної перебудови і розширення в ході знесення верхніх поверхів середньовічної будівлі для створення Пасажу Медлера.